# Niederhollabrunn
Niederhollabrunn osztrák mezőváros Alsó-Ausztria Korneuburgi járásában. 2021 januárjában 1548 lakosa volt. 

## Elhelyezkedése

Niederhollabrunn a Korneuburgi járásban

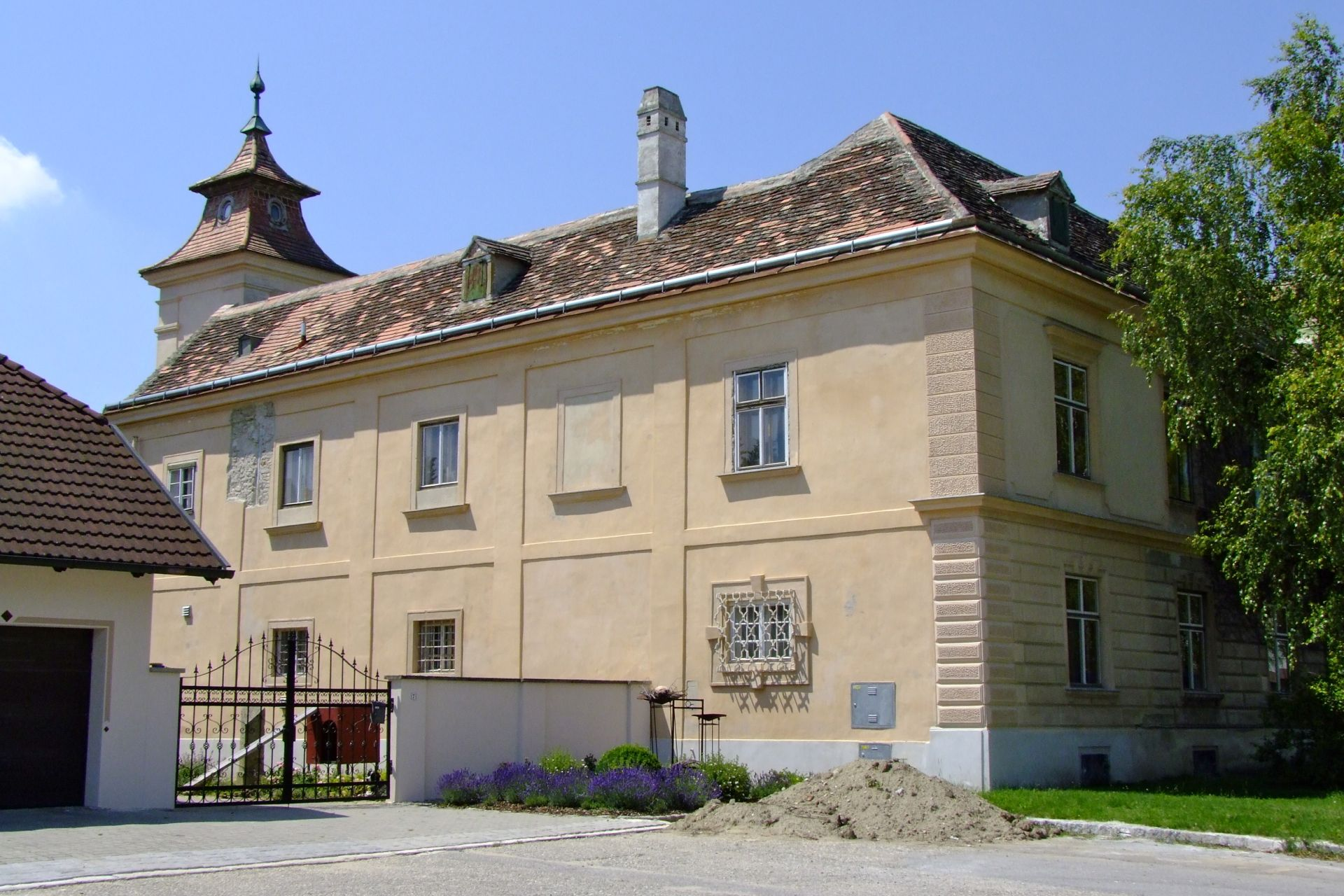
A niederfellabrunni kastély

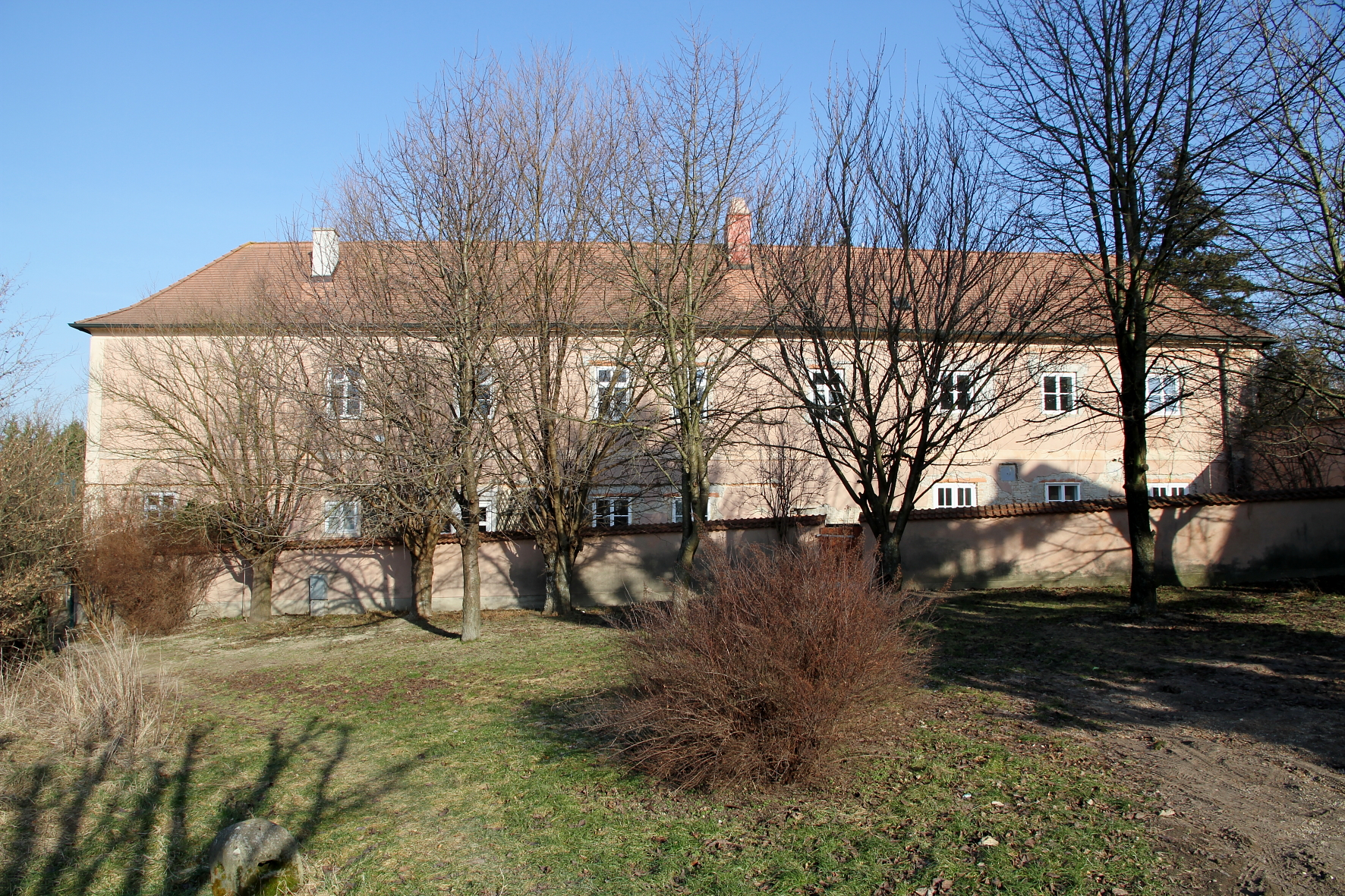
A niederhollabrunni kastély

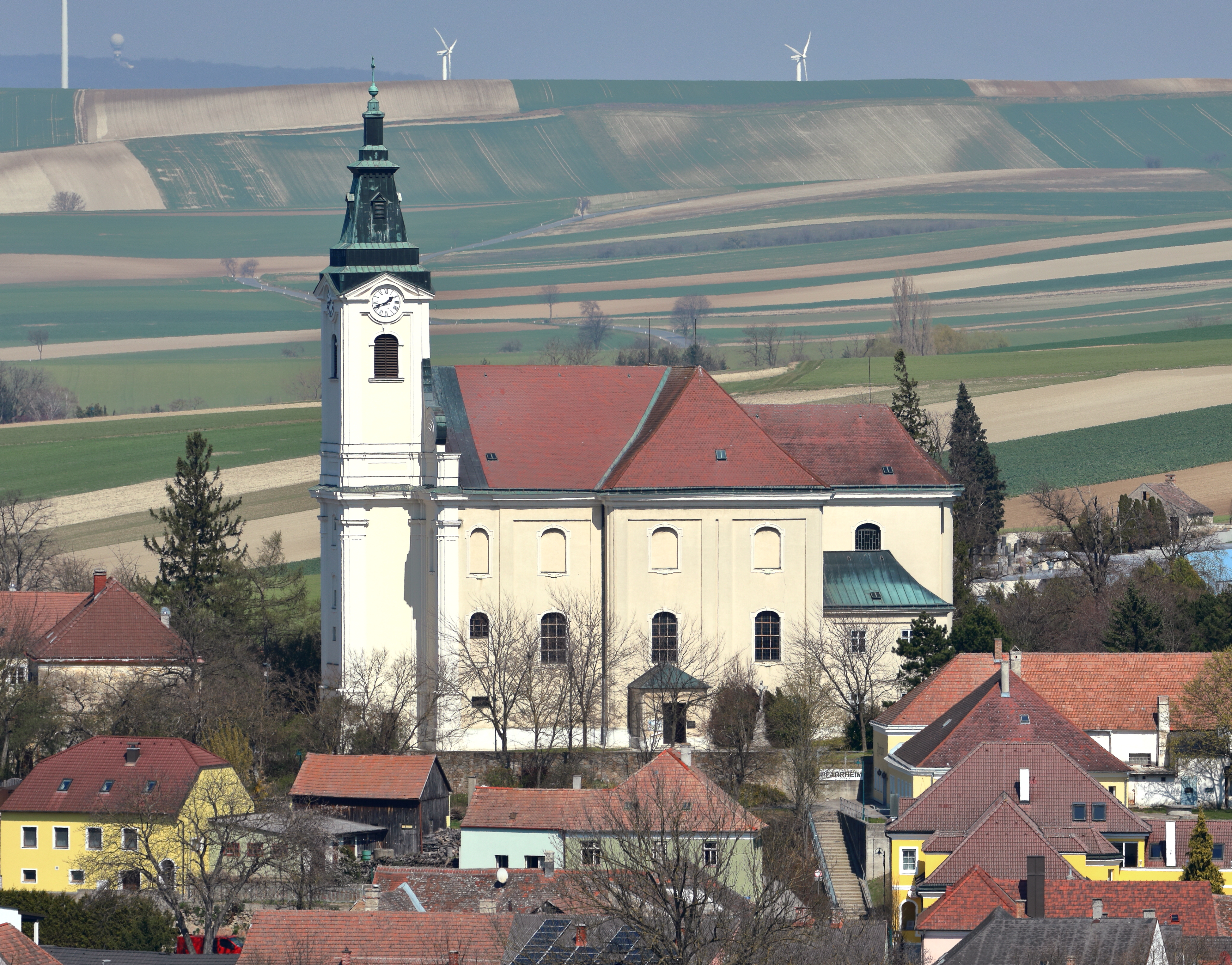
A Szt. Lőrinc-plébániatemplom

Niederhollabrunn a tartomány Weinviertel régiójában fekszik, kb. 35 km-re északra Bécstől. Területének 19,2%-a erdő (részben a Rohrwald erdeje), 74,2% áll mezőgazdasági művelés alatt. Az önkormányzat 5 települést, illetve településrészt egyesít: Bruderndorf (244 lakos 2021-ben), Haselbach (151), Niederfellabrunn (313), Niederhollabrunn (685) és Streitdorf (155). 
A környező önkormányzatok: északkeletre Ernstbrunn, keletre Großrußbach, délkeletre Harmannsdorf, délre Leobendorf, délnyugatra Leitzersdorf, nyugatra Sierndorf, északnyugatra Großmugl.

## Története
Niederhollabrunn neve 1113-ban fordul elő először az írott forrásokban egy bizonyos Adalramus de Hollarenprunnen nevében. Egyházközségének első említése 1135-ből származik, amikor III. Lipót őrgróf 13 egyházközségben szedett tizedet visszaszolgáltatta a passaui püspöknek. A Hollarinbrunnen család kihalása után a falut a Gerloß nemzetség, majd a passaui püspökség szerezte meg. 1222-ben Gebhard püspök a birtok jövedelmeit adósságai fejében ideiglenesen VI. Lipót hercegnek engedte át. 1253-ban a falu a püspöktől a székeskáptalanhoz került át és ott is maradt a püspökségi birtokok 1803-as szekularizációjáig. Az urbáriumok tanúsága szerint  kisebb földbirtokokkal a klosterneunurgi és heiligenkreuzi apátságok is rendelkeztek a településen. 
1972-ben Niederfellabrunn mezőváros és Niederhollabrunn község Niederbrunn néven egyesültek, majd 1975-ben az egyesített önkormányzatot átnevezték Niederhollabrunnra.

## Lakosság
A niederhollabrunni önkormányzat területén 2021 januárjában 1548 fő élt. A lakosságszám 1890-ben érte el a csúcspontját 2420 fővel, majd folyamatos csökkenés után az 1990-as években indult ismét növekedésnek. 2019-ben az ittlakók 93,4%-a volt osztrák állampolgár; a külföldiek közül 1,8% a régi (2004 előtti), 2% az új EU-tagállamokból érkezett. 1,9% az egykori Jugoszlávia (Szlovénia és Horvátország nélkül) vagy Törökország, 0,9% egyéb országok polgára volt. 2001-ben a lakosok 87,4%-a római katolikusnak, 1,1% evangélikusnak, 1,1% mohamedánnak, 8,2% pedig felekezeten kívülinek vallotta magát. Ugyanekkor 8 magyar élt a mezővárosban; a legnagyobb nemzetiségi csoportot a németek (96,7%) mellett a horvátok alkották 0,7%-kal.  
A népesség változása:

| 2016 | 1 528 |
| 2018 | 1 534 |

## Látnivalók
- a niederhollabrunni kastély

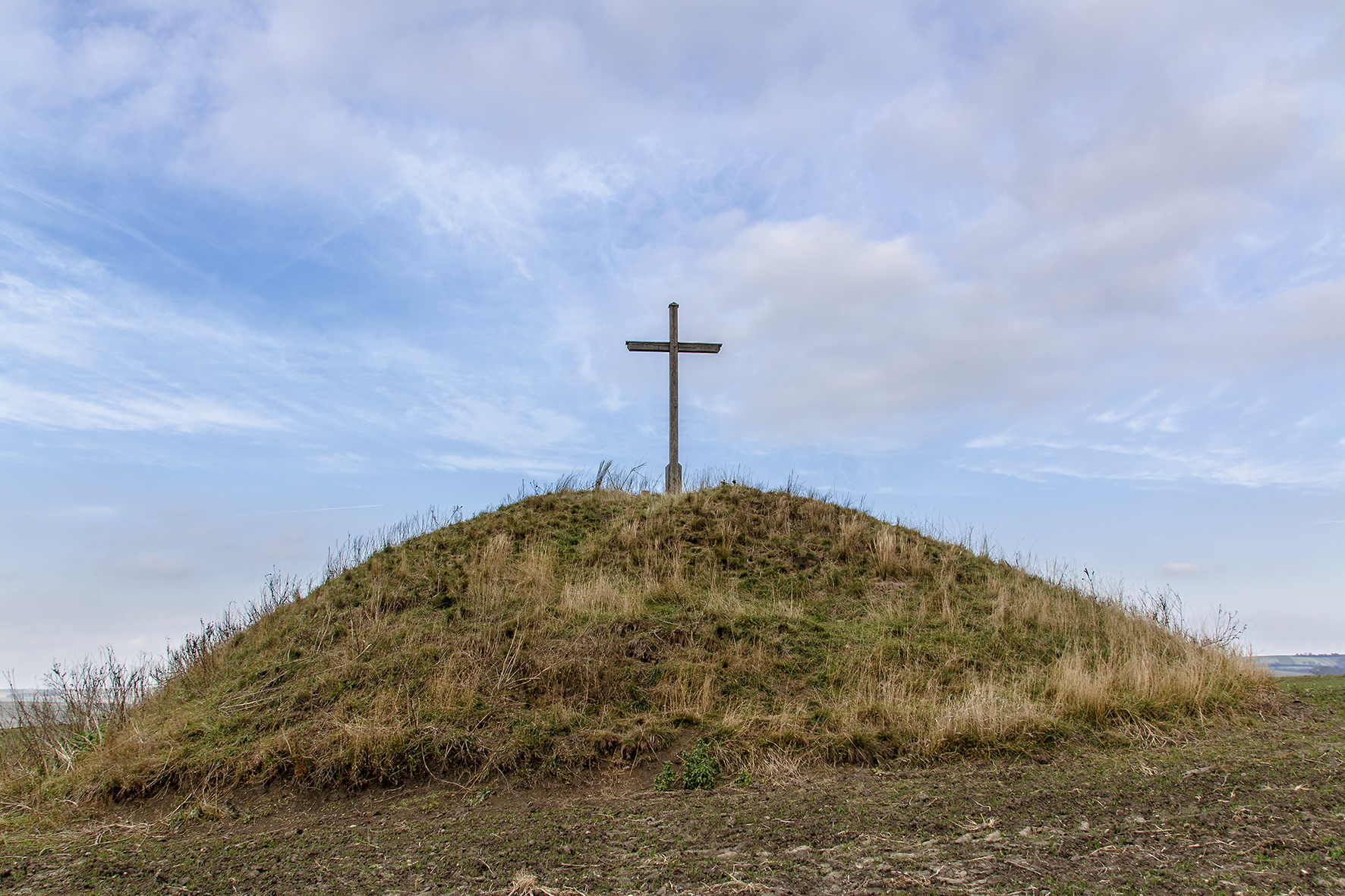
Hallstatti halomsír

- a niederfellabrunni kastély és mellette az 1713-ban felállított pellengér
- a niederhollabrunni Szt. Lőrinc-plébániatemplom
- a haselbachi Szt. Mihály-plébániatemplom
- az 1731-es Nepomuki Szt. János-szobor Niederfellabrunnban
- hallstatti halomsírok

## Híres niederhollabrunniak
- Theodor Kramer (1897–1958), költő
- Manuela Zinsberger (1995-), labdarúgó

## Fordítás
- Ez a szócikk részben vagy egészben  a   Niederhollabrunn című német Wikipédia-szócikk ezen változatának fordításán alapul.  Az eredeti cikk szerkesztőit annak laptörténete sorolja fel. Ez a jelzés csupán a megfogalmazás eredetét és a szerzői jogokat jelzi, nem szolgál a cikkben szereplő információk forrásmegjelöléseként.